# La Chouette et le Pussycat
Pour plus de détails, voir Fiche technique et Distribution.
La Chouette et le Pussycat (titre original : The Owl and the Pussycat) est un film américain de Herbert Ross adapté de la pièce de Bill Manhoff et sorti en 1970.

## Synopsis
Felix est un écrivain raté qui habite un modeste hôtel meublé. Un soir en rentrant il apprend par courrier que son dernier roman est refusé, son logeur lui fait part des récriminations de sa voisine de palier qui entend le crépitement de sa machine à écrire toute la nuit. Doris, sa voisine, travaille dans le milieu du sexe, elle a tourné dans un film X, fait la gogo danseuse, et se prostitue. Felix qui ignore ses activités l'aperçoit dans une tenue équivoque par sa fenêtre, prend ses jumelles, et se rend compte que de l'argent est échangé. Il la dénonce auprès du logeur qui la flanque tout de suite à la porte. Doris ne s'en laisse pas conter et parvient à pénétrer et à s'incruster chez Felix en exigeant qu'il l'héberge pour la nuit. Le ton finira par monter et une violente dispute attirera tout le voisinage. Le logeur intervient et met Felix à la porte. Felix et Doris réussissent à se faire héberger chez un ami. S'ensuivra un jeu de chat et de la souris entre eux deux, leurs univers très différents ne cesseront de s'opposer parfois très violemment, mais ils finiront par se rapprocher l'un de l'autre. À la fin, ils décident de faire comme s'ils venaient seulement de se rencontrer et partent ensemble.

## Fiche technique
- Titre original : The Owl and the Pussycat
- Réalisation : Herbert Ross
- Scénario : Buck Henry d'après la pièce de Bill Manhoff
- Directeurs de la photographie : Andrew Laszlo et Harry Stradling
- Montage : John F. Burnett
- Musique : Richard Halligan
- Costumes : Ann Roth
- Décors : John Robert Lloyd
- Production : Ray Stark
- Genre : Comédie
- Pays de production :  États-Unis
- Durée : 95 minutes
- Dates de sortie :
  - États-Unis : 3 novembre 1970
  - France : 19 février 1971

## Distribution
- Barbra Streisand (VF : Nita Klein) : Doris Wilkins
- George Segal (VF : Jacques Thébault) : Fred « Felix » Sherman
- Robert Klein : Barney
- Allen Garfield (VF : Claude Bertrand) : le propriétaire du magasin de vêtements
- Roz Kelly : Eleanor
- Jacques Sandulescu : Rapzinsky
- Jack Manning (VF : Jean-Henri Chambois) : M. Weyderhaus
- Grace Carney : Mrs Weyderhaus
- Barbara Anson : Miss Weyderhaus
- Kin Chan : le caissier du cinéma X
- Stan Gottlieb : l'homme du vestiaire du cinéma X
- Joe Madden (VF : Claude Joseph) : le voisin âgé de Felix
- Fay Sappington : la voisine âgée de Felix
- Marilyn Chambers : La petite amie de Barney  (créditée sous le nom d'Evelyn Lang)

## Autour du film
- Harry Stradling, directeur de la photographie du film, mourut au cours du tournage. Il fut remplacé au pied levé par Andrew Laszlo.
- Il s'agit du tout premier film dans lequel apparaît Marilyn Chambers, future vedette du X.
- Barbra Streisand a accepté de tourner une scène les seins nus, mais elle n'a pas été retenue lors du montage[1].